# Parłowo
Parłowo – osada w Polsce położona w województwie zachodniopomorskim, w powiecie kamieńskim, w gminie Wolin, przy trasie drogi krajowej nr 3.
W latach 1975–1998 miejscowość należała administracyjnie do województwa szczecińskiego.
Zobacz też: Parłówko